# Pinta

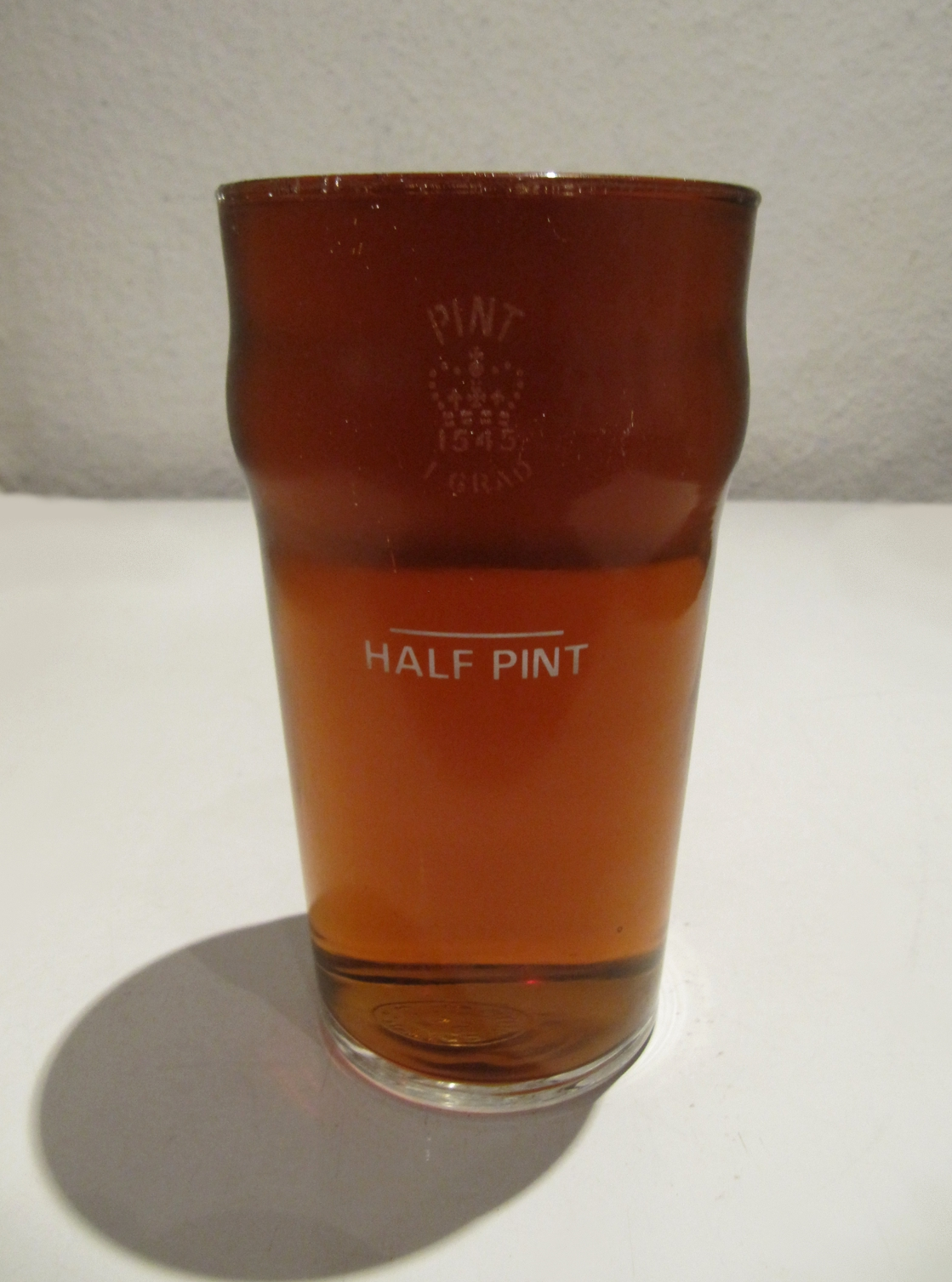
Vaso de una pinta, con la marca de media pinta

La pinta es una unidad de volumen inglesa del sistema imperial, cuya denominación también se emplea para denominar a otra unidad similar en los Estados Unidos. La versión imperial usada en el Reino Unido es de 20 onzas líquidas, y equivale a 568 ml, mientras que en los EE. UU. es de 16 onzas líquidas, y equivale a 473 ml.

## Etimología
El nombre pinta viene del francés antiguo "pinte" y tal vez, por último del latín vulgar "pincta" que quiere decir "pintado", por las marcas pintadas en el lado de un contenedor para mostrar la capacidad. Está lingüísticamente relacionado, pero diverge grandemente en el significado con "Pinto", el nombre de una persona con complexión manchada u oscura; en italiano, español y portugués, a menudo, es utilizado como apellido.

## Definiciones

### Pinta imperial o británica
| Equivalente  | Unidad                                                |
| ------------ | ----------------------------------------------------- |
|              | Exacto                                                |
| 1            | pinta imp                                             |
| 1⁄8          | galones imp                                           |
| 1⁄2          | cuartos imp                                           |
| 4            | gills imp                                             |
| 20           | onzas fluido imp                                      |
| 568.26125    | mililitros                                            |
|              | Aproximado                                            |
| 34.677429099 | pulgadas cúbicas                                      |
| 1.2009499255 | pintas fluido US                                      |
| 1.0320567435 | pintas seco US                                        |
| 19.21519881  | onzas fluido US                                       |
|              | El volumen de 20 oz (567 g) de agua a 62 °F (16.7 °C) |

### Pinta fluida US
| Equivalente   | Unidad                                                   |
| ------------- | -------------------------------------------------------- |
|               | Exacto                                                   |
| 1             | pinta fluido US                                          |
| 1⁄8           | galones fluido US                                        |
| 1⁄2           | cuartos fluido US                                        |
| 2             | tazas US                                                 |
| 4             | gills fluido US                                          |
| 16            | onzas fluido US                                          |
| 128           | dracmas fluido US                                        |
| 28.875        | pulgadas cúbicas                                         |
| 473.176473    | mililitros                                               |
|               | Aproximado                                               |
| 0.83267418463 | pintas imp                                               |
| 0.85936700738 | pintas seco US                                           |
| 16.65348369   | onzas fluido imp                                         |
|               | El volumen de 1.041 lb (472 g) de agua a 62 °F (16.7 °C) |

### Pinta seca US
| Equivalente      | Unidad           |
| ---------------- | ---------------- |
|                  | Exacto           |
| 1                | pinta seca US    |
| 0.015625         | bushels US       |
| 0.0625           | pecks US         |
| 0.125            | galones seco US  |
| 0.5              | cuartos seco US  |
| 33.6003125       | pulgadas cúbicas |
| 550.6104713575   | mililitros       |
|                  | Aproximado       |
| 0.96893897192092 | pintas imp       |
| 1.1636471861472  | pintas US        |

### Otras pintas
| Tipo                             | Definición                 | Equivalente | Observaciones                                         |
| -------------------------------- | -------------------------- | ----------- | ----------------------------------------------------- |
| Pintje flamenca                  |                            | 250 ml      |                                                       |
| India                            | 330 ml                     | 330 ml      | Capacidad 'Pint bottle'.                              |
| Australia del sur pint           | 425 ml                     | 425 ml      | Conocida en el resto de Australia como schooner       |
| Pinta fluida US                  | 16 oz fl US                | ≈ 473 ml    | Usada en los Estados Unidos                           |
| Pinta seca US                    | 18.6 oz fl US              | ≈ 551 ml    | Menos común                                           |
| Pinta Imperial                   | 20 oz fl imp               | ≈ 568 ml    | Usada en RU e Irlanda                                 |
| Pinta australiana                | 570 ml                     | 570 ml      | Basada en la pinta imp, redondeada a un valor métrico |
| Pinta real o pinte du roi        | 48 pulgada cúbica francesa | ≈ 952 ml    | Variada por región de 0.95 a sobre 2 litros           |
| Pinte de bière de Canadá         | Cuarta imp                 | ≈ 1136 ml   |                                                       |
| Pinta escocesa o joug (obsoleta) | 2 pintas y 19.69 oz fl imp | ≈ 1696 ml   |                                                       |

La pinta seca US es igual a un octavo de un galón seco US. Es utilizada en los Estados Unidos, pero no es tan común como la pinta fluida.
Ahora, una obsoleta unidad de medida en Escocia, conocida como "Scottish pint" o "joug" es igual a 1696 ml (2 pintas 19.69 onzas fluidas Imperiales). Permaneció en uso hasta el siglo XIX, sobreviviendo significativamente más tiempo que muchas de las viejas medidas escocesas.
La palabra "pint" es una de los numerosos "falsos amigos" entre el inglés y el francés. No son la misma unidad, aunque tienen el mismo origen lingüístico. La palabra francesa "pinte" está relacionada etimológicamente, pero históricamente, describe una mayor unidad. La pinta real "pinte du roi" era 48 pulgadas cúbicas francesas (952.1 ml), pero las pintas regionales variaban en tamaño dependiendo de la localidad o el bien (usualmente, vino o aceite de oliva) variando de 0.95 l a sobre 2 l.
En Canadá, la "Weights and Measures Act (R.S. 1985)" define una "pint" en inglés como 1/8 de galón, pero define una "pinte" en francés como 1/4 de galón. Así, si usted habla inglés y ordena una pinta de cerveza (ing. "a pint of beer"), los meseros están legalmente requeridos para servirle 568 mL de cerveza, pero si usted habla francés y ordena (fr. "une pinte de bière"), ellos están legalmente requeridos para servirle un cuarto imperial (une pinte), la cual es 1136 ml, casi el doble. Para ordenar una pinta imperial cuando se habla francés en Canadá, uno debe en su lugar ordenar "une chopine de bière".
En Flandes, la palabra "pintje", que significa "pequeña pinta", se refiere solo a 250 ml de vaso de lager. Algunos dialectos flamencos del Oeste y del Este, lo usan como una palabra para "beaker". La palabra equivalente en alemán, "Pintchen", se refiere a un vaso de un tercio de litro en Colonia y en Renania.
En Australia del sur, ordenar una pinta de cerveza (ing. "a pint of beer") resulta en 425 ml (15 oz fl) siendo servidas. Los clientes deben, específicamente, pedir una pinta imperial de cerveza (ing. "an Imperial pint of beer") para tener 570 ml (20 oz fl). Los australianos de otros estados, a menudo, concursan las medidas de sus cervezas en Adelaida.

## Equivalencia
Una pinta fluida US de agua pesa 1.04318 libras (16.6909 oz), lo cual eleva el dicho popular: "una pinta es una libra alrededor del mundo" (ing. "A pint's a pound, the world around").
Sin embargo, la declaración no se sostiene alrededor del mundo, ya que la pinta imperial británica; la cual fue también la medida estándar en Australia, India, Malasia, Nueva Zelandia, Sudáfrica y otras antiguas colonias británicas; pesa 1.2528 libras (20.0448 oz), dando origen al dicho popular utilizado en los países de la Commonwealth: "una pinta de agua pura pesa una libra y un cuarto" (ing. "a pint of pure water weights a pound and a quarter").

## Historia
La pinta es, tradicionalmente, un octavo de un galón. En el latín del sistema Apotecario, el símbolo "O" (octavius o octarius; plural octavii o octrii - reflejando el concepto "octavo" en la sílaba octa-) fue utilizado para la pinta. Ya que de la variedad de definiciones de galón, ha habido igualmente varias versiones de la pinta.
Las colonias norteamericanas británicas adoptaron el galón de vino británico, definido en 1707 como 231 pulgadas cúbicas exactamente (3 pulg x 7 pulg x 11 pulg) como su medida de líquido básica, de la cual se deriva la pinta fluida US, y el galón de maíz británico (1⁄8 de un estándar "Winchester" bushel de maíz, o 268.8 pulgadas cúbicas) como su medida seca, de la cual deriva la pinta seca US.
En 1824, el parlamento británico reemplazó todos los varios galones con un nuevo galón imperial basado en diez libras de agua destilada a 62 °F (16.667 °C)(277.42 pulgadas cúbicas), de la cual se deriva la actual pinta RU.
Las varias provincias canadienses continuaron utilizando el galón de vino Winchester de la Reina Ana como la base para su pinta hasta 1873, bien después que Gran Bretaña adoptará el sistema imperial en 1824. Esto hace a la pinta canadiense compatible con la pinta Americana, pero después de 1824, fue hecha incompatible con la pinta británica. La tradicional "pinte" francesa usada en el Bajo Canadá (Quebec) era dos veces el tamaño de la tradicional inglesa "pint" usada en el Alto Canadá (Ontario), cerca de 1 litro versus 0.5 litros. Después que cuatro de las provincias británicas se unieran en la Confederación Canadiense en 1867, Canadá adoptó, legalmente, el sistema de medidas imperial británico en 1873, haciendo las unidades de líquido de Canadá, incompatibles con las americanas de ese año en adelante. En 1873, la canadiense francesa "pinte" fue definida siendo un cuarto imperial o dos pintas imperiales, mientras la pinta imperial fue, legalmente, llamada una "chopine" en la Canadá francesa. Las unidades imperial canadiense de medida de líquido permanecieron incompatibles con las unidades tradicionales americanas de hoy, y aunque la pinta, el cuarto y el galón canadienses, aún son unidades de medida legales en Canadá, aún son 20% mayores que las americanas.
Históricamente, unidades llamadas pinta (o su equivalente en lenguaje local), fueron usadas a través de mucho de Europa, con valores variando entre países de menos de medio litro hasta sobre un litro. Entre la Europa continental, estas pintas fueron remplazadas con medidas líquidas basadas en el sistema métrico, durante el siglo XIX. El término aún esta en uso limitado en partes de Francia, donde "une pinte" significa un cuarto imperial, el cual es 2 pintas imperiales, mientras una pinta es "une chopine" (y Europa central, notablemente, algunas áreas de Alemania y Suiza, done "ein Schopper" es, coloquialmente, utilizado para apenas medio litro. En puntos de veraneo de feriado español frecuentado por turistas británicos, la "pint" es, a menudo, tomada como un vaso de cerveza (especialmente, una taza de hoyuelo). Media pinta, 285 ml, y pinta de taza (ing. pint mug), 570 ml, deben entonces ser llamados como media jarra (ing. "half jar / jug") y jarra (grande)(ing. large jar / jug).

### Efectos de metrificación
En los procesos de metrificación británico e irlandés, la pinta fue remplazada por unidades métricas como la unidad de medida primaria legal para comerciar por volumen o capacidad, excepto para la venta de cerveza de barril y cidra, y leche en contenedores retornables. La pinta puede aún estar en uso en aquellos países como una unidad suplementaria en todas las circunstancias. La legislación del RU obliga que la cerveza de barril y la cidra deben ser vendidas en un tercio de pinta, dos tercios de pinta o múltiplos de media pinta, la cual debe ser servida en vasos medidos, estampados o de metros estampados por el gobierno. Para la leche, si son usados contenedores retornables, la pinta puede aun ser la unidad principal utilizada, sin embargo, todos los bienes vendidos por volumen deben ser vendidos por métrico. La leche en contenedores retornables es considerada un bien flojo en lugar de un bien empacado, ya que es vendido por volumen. La leche en contenedores de plástico vienen en medidas de 1 pinta, pero se requiere que muestren el equivalente métrico en el empaque. Las recetas publicadas en el RU e Irlanda tendrán dado cantidades de ingredientes en imperiales, donde la pinta es utilizada como una unidad para cantidades de líquido grandes, tanto como la medida métrica -aunque las recetas escritas ahora son más probables que usen unidades métricas.
En Australia y Nueva Zelandia, un sutil cambio ha sido hecho para botellas de leche de 1 pinta durante la conversión de imperial a métrico en los 1970s. La altura y diámetro de la botella de leche permanece sin cambio, así que equipo existente para el manejo y almacenamiento de botellas no fue afectado, pero la forma fue ajustada para incrementar la capacidad de 568 ml a 600 ml (un redondeo de medida métrica conveniente). Tales botellas de leche no son más referidas oficialmente como pintas. Sin embargo, el vaso de pinta (ing "pint glass") en los pubs en Australia permanecen cerrados a la pinta estándar imperial, a 570 ml. Contiene cerca de 500 ml de cerveza y cerca de 70 ml de espuma, excepto en Australia del sur, donde una pinta es servida en un vaso de 425 ml y un vaso de 570 ml es llamado una "pinta imperial". En Nueva Zelandia, ya no hay ningún requerimiento legal para cerveza servida en medidas estándar: en pubs, la medida más grande de vaso, la cual es referida como una pinta, varía, pero, usualmente, contiene 425 ml.
Después de la metrificación en Canadá, las compañías vendías leche y otros líquidos en unidades métricas, así que problemas de conversión no pueden más surgir. La cerveza de barril en Canadá, cuando se anuncia como una "pinta", se requiere, legalmente, ser de 568 ml (20 oz fl). Con el margen permitido de error de 0.5 oz fl, una "pint" que es menos de 554 ml de cerveza es una ofensa, aunque esta regulación es, a menudo, violada y raramente forzada. Para evitar problemas legales, muchos establecimientos de bebida se están moviendo lejos de usar el término "pint" y están vendiendo vasos (ing "glasses") o mangas (ing "sleeves") de cerveza, ninguno de los cuales tiene una definición legal.
Una botella de 375 ml de licor en los US y en las provincias marítimas de Canadá es algunas veces referido como "pint" y una botella de 200 ml es llamada una media pinta (ing "half-pint"), remontándose a los días cuando el licor venía en pintas, quintos, cuartos, y medio galón US. El licor en US ha sido vendido en botellas de medida métrica desde 1980, aunque la cerveza, aun se vende en unidades tradicionales US.
En Francia, una medida estándar de 250 ml de cerveza es conocida como un medio (fr "un demi"), originalmente, significando una media pinta.